# Surviving Mars
Surviving Mars — відеогра жанру симулятора містобудування з елементами виживання, розроблена болгарською студією «Haemimont Games» та випущена Paradox Interactive. Анонсована в травні 2017 року, відеогра вийшла для Microsoft Windows, macOS, Linux, PlayStation 4 та Xbox One 15 березня 2018 року.
15 листопада 2018 року було випущено перше доповнення до відеогри «Space Race», що додало систему конкуренції. Друге доповнення «Green Planet», зосереджене на тераформуванні Марса, вийшло 16 травня 2019 року. Разом із ним було випущено розширення, що дало змогу займатися тваринництвом. 19 жовтня того ж року у дочасному доступі було випущено продовження відеогри — Surviving the Aftermath, події якого відбуваються на постапокаліптичній Землі.

## Ігровий процес
За жанром відеогра є симулятором містобудування з елементами виживання. Метою гравця/гравчині є побудова власної колонії на Марсі. Розвиток поселення потребуватиме створення та налагодження відповідної інфраструктури для забезпечення потреб його поселенців: культивування власної їжі, видобуток корисних копалин на Марсі, дослідження нових технологій тощо.

## Розроблення
Surviving Mars була анонсована 12 травня 2017 року на офіційному вебсайті видавця відеогри, компанії «Paradox Interactive», а також одним із розробників проєкту, Якобом Мунте, на офіційному вебсайті Xbox. Анонсування проєкту супроводжувалося випуском кінематографічного трейлера відеогри. Розробленням Surviving Mars займалася Haemimont Games, болгарська компанія, що до цього розробила третю, четверту та п'яту частину серії Tropico, Omerta – City of Gangsters, Grand Ages: Rome тощо. Також було повідомлено, що відеогра вийде як для комп'ютерів, так і для гральних консолей PlayStation 4 та Xbox One. На момент анонсу відеогра перебувала у ранній стадії розроблення. Якоб Мунте стверджував, що відеогра буде дуже науково точною, оскільки для її створення розробники використовували дані про Марс від NASA та SpaceX, проте Surviving Mars створювалася також під впливом творчості фантастів Айзека Азімова та Артура Кларка.
На початку лютого 2018 року розробники повідомили дату виходу відеогри. Surviving Mars вийшла 15 березня 2018 року для Microsoft Windows, macOS, Linux, PlayStation 4 та Xbox One. Як було заявлено, відеогра підтримує 4K на Xbox One X та PlayStation 4 Pro, а також сторонні модифікації.

## Додатковий вміст
Усього, для відеогри було розроблено та випущено два офіційних доповнення: «Space Race» (укр. Космічні перегони) та «Green Planet» (укр. Зелена планета). Перше, анонсоване 4 жовтня 2018 року, було випущено 15 листопада 2018 року. До відеогри було додано контрольовані штучним інтелектом поселення, з якими можливо налагодити дипломатичні відносини, а також збільшено кількість спонсорів. Анонсоване 9 квітня 2019 року друге доповнення вийшло 16 травня 2019 року та додало можливість тераформування Марса. Разом із доповненням було випущено розширення під назвою «Проєкт „Лайка“», що додало систему тваринництва.
| Назва         | Назва             | Дата випуску | Опис | Джерела                     |
| Оригінал      | Українською       | Дата випуску | Опис | Джерела                     |
| ------------- | ----------------- | ------------ | --- | --------------------------- |
| Space Race    | Космічні перегони | 15.11.2018   | Розпочавши гру, окрім поселення гравця на мапі Марса також розташовуватимуться інші суперницькі колонії, що керуються штучним інтелектом. З ними можливо вести торгівлю, або ж переманювати їхніх колоністів до власного поселення. Також було додано двох нових спонсорів, Бразилію та Японію. | [ 15 ] [ 16 ] [ 20 ] [ 21 ] |
| Green Planet  | Зелена планета    | 16.05.2019   | Головною особливістю доповнення є можливість тераформування. Для повноцінного трансформування планети, потрібно, щоб показники атмосферної щільності, вологості, температури та рівень озеленення сягали 100 %. Тераформування планети впливатиме на різні фактори колонії. Наприклад, зі збільшенням атмосферної щільності, зростатиме видобуток електроенергії з вітроелектростанцій, а зі збільшенням показника зволоженості планети, кількість пилових бур різко зменшиться. За словами головного виконавчого директора Haemimont Games Ґабріеля Добрева, тераформування Марса було однією з найбажаніших систем серед спільноти ще з часу випуску відеогри. | [ 17 ] [ 18 ] [ 19 ]        |
| Project Laika | Проєкт «Лайка»    | 16.05.2019   | Розширення, що вийшло разом із доповненням «Зелена планета», дало можливість гравцю/гравчині займатися у своїй колонії тваринництвом. | [ 19 ]                      |

## Сприйняття
Відеогра отримала схвальні відгуки від оглядачів і гравців. Так, на вебсайті-агрегаторі «Metacritic» відеогра отримала середню оцінку 76 балів зі 100 можливих на основі 39 оглядів та 6,6 бала з 10 від пересічних гравців на основі близько 150 дописів. На вебсайті-агрегаторі «OpenCritic» відеогра отримала 77 балів зі 100 можливих від оглядачів на основі 59 оглядів, з яких 63 % радять відеогру до придбання. Відгуки від гравців на платформі «Steam» є «дуже схвальними»: серед близько восьми тисяч рецензій, що лишили користувачі сервісу, 81 % є позитивними.

## Продовження
19 жовтня 2019 року під час PDXCON було офіційно представлено нову відеогру в серії — Surviving the Aftermath, продовження до Surviving Mars. На відміну від Surviving Mars, де всі події відбуваються на Марсі, дії нової частини проходять на постапокаліптичній Землі, а розробленням займається не Haemimont Games, а фінська студія «Iceflake Studios». Відеогра була випущена того ж дня у дочасному доступі на платформі Epic Games Store для персональних комп'ютерів та на Xbox Game Preview для гральної консолі Xbox One. Заплановано, що повноцінний випуск Surviving the Aftermath відбудеться наприкінці 2020 року для Microsoft Windows, macOS та Linux, а також для гральних консолей PlayStation 4 та Xbox One.